# Saint-Aubin-en-Charollais
Saint-Aubin-en-Charollais är en kommun i departementet Saône-et-Loire i regionen Bourgogne-Franche-Comté i östra Frankrike. Kommunen ligger i kantonen Palinges som tillhör arrondissementet Charolles. År 2022 hade Saint-Aubin-en-Charollais 493 invånare.

## Befolkningsutveckling
Antalet invånare i kommunen Saint-Aubin-en-Charollais
| Referens: INSEE |